# 나우 (만화)
《나우》(儺雨, NOW)는 박성우가 2001년부터 2008년까지 만화 잡지 《아이큐점프》에 연재한 무협 만화이다. 《천랑열전》의 후속작이며, 내용상으로도 전작과 같은 세계에서 후대의 이야기를 그리고 있다.

## 줄거리
사신무(四神武)의 비급을 찾아나서는 청년 유세하, 사신무 살법으로 살인자들을 말살시키려는 비류, 연오랑과 월하랑의 딸 연아린이 펼치는 이야기이다.

## 등장 인물
- 비류 (沸流)
- 연아린 (延娥璘)
- 초령 (貂鈴)
- 유세하 (劉世河)
- 연아란 (延娥蘭)
- 니르바나 (Nirvana)
- 시바 (Shiva)
- 라크슈미 (Lakshmi)
- 아귀 (餓鬼)
- 다르마 (Dharma)
- 가네샤 (Ganesha)
- 소군 (昭君)
- 시랑
- 모용현
- 모용린
- 연오랑 (延烏郞)
- 월하랑 (月下浪)
- 결마로
- 모용비
- 자혜

## 출판 목록
1. 2001년 8월 17일, ISBN 89-532-1061-5
2. 2001년 10월 6일, ISBN 89-532-1201-4
3. 2002년 1월 2일, ISBN 89-532-1421-1
4. 2002년 4월 8일, ISBN 89-532-1708-3
5. 2002년 6월 27일, ISBN 89-532-1973-6
6. 2002년 8월 20일, ISBN 89-532-2114-5
7. 2002년 11월 11일, ISBN 89-532-3631-2
8. 2003년 2월 25일, ISBN 89-532-3986-9
9. 2003년 4월 28일, ISBN 89-532-4111-1
10. 2003년 6월 20일, ISBN 89-532-4298-3
11. 2003년 9월 30일, ISBN 89-532-4586-9
12. 2003년 11월 27일, ISBN 89-532-4755-1
13. 2004년 2월 26일, ISBN 89-532-5011-0
14. 2004년 5월 24일, ISBN 89-532-5267-9
15. 2004년 8월 30일, ISBN 89-532-5522-8
16. 2004년 11월 20일, ISBN 89-532-5794-8
17. 2005년 3월 28일, ISBN 89-532-6221-6
18. 2005년 8월 8일, ISBN 89-532-6654-8
19. 2005년 10월 28일, ISBN 89-532-6769-2
20. 2006년 1월 27일, ISBN 89-532-7018-9
21. 2006년 6월 28일, ISBN 89-532-7447-8
22. 2006년 6월 28일, ISBN 89-532-7560-1
23. 2007년 4월 30일, ISBN 978-89-532-7871-4
24. 2007년 9월 28일, ISBN 978-89-532-8195-0
25. 2008년 3월 25일, ISBN 978-89-532-8495-1(한정판), ISBN 89-532-8495-3(통상판)